# 横浜市交通局10000形電車
横浜市交通局10000形電車（よこはましこうつうきょく10000けいでんしゃ）は、横浜市交通局が横浜市営地下鉄グリーンライン用に導入した通勤形電車。2008年（平成20年）3月30日のグリーンライン開業に合わせて営業運転を開始した。

## 概要
車体はオールアルミニウム合金製の無塗装車体とし、全長15.6 m・片側3扉構造を持ち、各車両側面戸袋部にグリーンラインを表す緑色のグラデーションカラーフィルムを貼り付けしている（横浜市交通局の発表では「カラーバンド」と呼称）。（車体は全車両「efACE」）グリーンラインの開業までに4両編成15本（60両）が製造・投入された。2014年（平成26年）には2次車として、4両編成2本（8両）の増備が行われた。
当初は6両編成での運行を計画していたが、建設費削減の一環として需要の見直しが行われ、4両編成での運行となり、また編成本数も見直された。開業以降は利用客が堅調に増加してきたため、混雑緩和また沿線のまちづくりの観点から6両編成化を進めることになり、2022年（令和4年）9月24日には6両編成での運行を開始した。なお、当初より将来の輸送力増強が必要な場合に備えて6両編成化を想定しており、車両番号についても中間の3・4号車を欠車としていた。
車両の仕様は基本的に各地下鉄局の鉄輪式リニアモーター地下鉄の基本ともなった、社団法人日本地下鉄協会の制定した「リニアメトロ電車新標準仕様」に準拠したものである。車体はリニアモーター式鉄道車両のため、小形地下鉄車両となっている。
高い走行性能を誇り、この車両の最高速度80 km/hは、2006年現在鉄輪式リニアモーター車両としては国内最速である。したがって、全ての列車が10000形で運行されているグリーンラインも最高速度でいえば国内最速の鉄輪式リニア路線となっている。
外観および内装デザインは「近未来都市横浜にふさわしいデザイン」をコンセプトに、車両メーカーの提案デザインから交通局内でアンケート調査により、投票多数のものに決定した。前面デザインは横浜市営地下鉄の車両とは一線を画すもので、全体的に黒を基調としたものとなっているが、ブルーラインの1000形より受け継がれている全面の「く」の字型は維持している。グリーンラインの各駅は基本的に島式ホーム構造のために乗務員室は右側配置とし、非常扉は左側配置とされた。前照灯はホームドアのある各駅でも列車の接近が分かりやすいよう、上部配置のHID式のものを採用した。
保安装置にはATCとATOを搭載しており、ワンマン運転に対応している。そのため、各駅にはホームドアを採用している。トランスポンダを用いてホームドアと車両ドアの連動制御を行うほか、車両側でドア操作を行うために乗降確認用画像の無線送信用としてミリ波受信機を搭載している。

## 車内内装
車内は白色を基調としており、床面は視覚的に車内が広く見えるよう緑色の横縞(枕木方向)模様とした。側窓は車内の気密性を高めるため全て固定窓としており、客用ドア間の側窓は幅約2.2 mの大形ガラスを使用している。
客用座席は1人分の掛け幅を450 mmとしたロングシート構成で、座席表地は青色とした。なお、車内は当初全席優先席とされたが、のちに車端部の一部座席を「ゆずりあいシート」とする形に改められた。車内に開放感を持たせるため、座席横の袖仕切りには強化ガラスを使用しているほか、連結面においても全面ガラス構成の貫通扉を採用している。貫通扉の戸閉には上吊り傾斜レール式ドアクローザを採用している。
客用ドアはステンレス無地仕上げで、ドアガラスの取り付けには不乾性シール材を使用した接着式（ボンディング式）とした。
バリアフリーへの配慮として、出入口部の床面を黄色とし視覚的に目立たせたほか、車両床面とホームとの段差を極力少なくし、全車両に車椅子スペースを配置した。つり革は座席前のみに設置し、一部は100 mm高さを下げて使いやすさの向上を図っている。つり革は基本的に白色だが、各車椅子スペース前の座席付近のみ他社と同様にオレンジ色とした。車内非常通報装置は1両につき4台が設置されている。
空調装置はセミ集中式（集約分散式）のCU784形ユニットクーラー（14.54 kW・12,500 kcal/h）を各車に2台搭載している。車内は冷気の拡散用に横流ファン（ラインデリア）を先頭車は2台、中間車は3台設置している。このほか、側窓が全て固定窓のため、事故等による駅間の長時間停車における換気を考慮して、各車に1台軸流ファンによる強制換気装置を車端部の天井に設置している。
車内写真

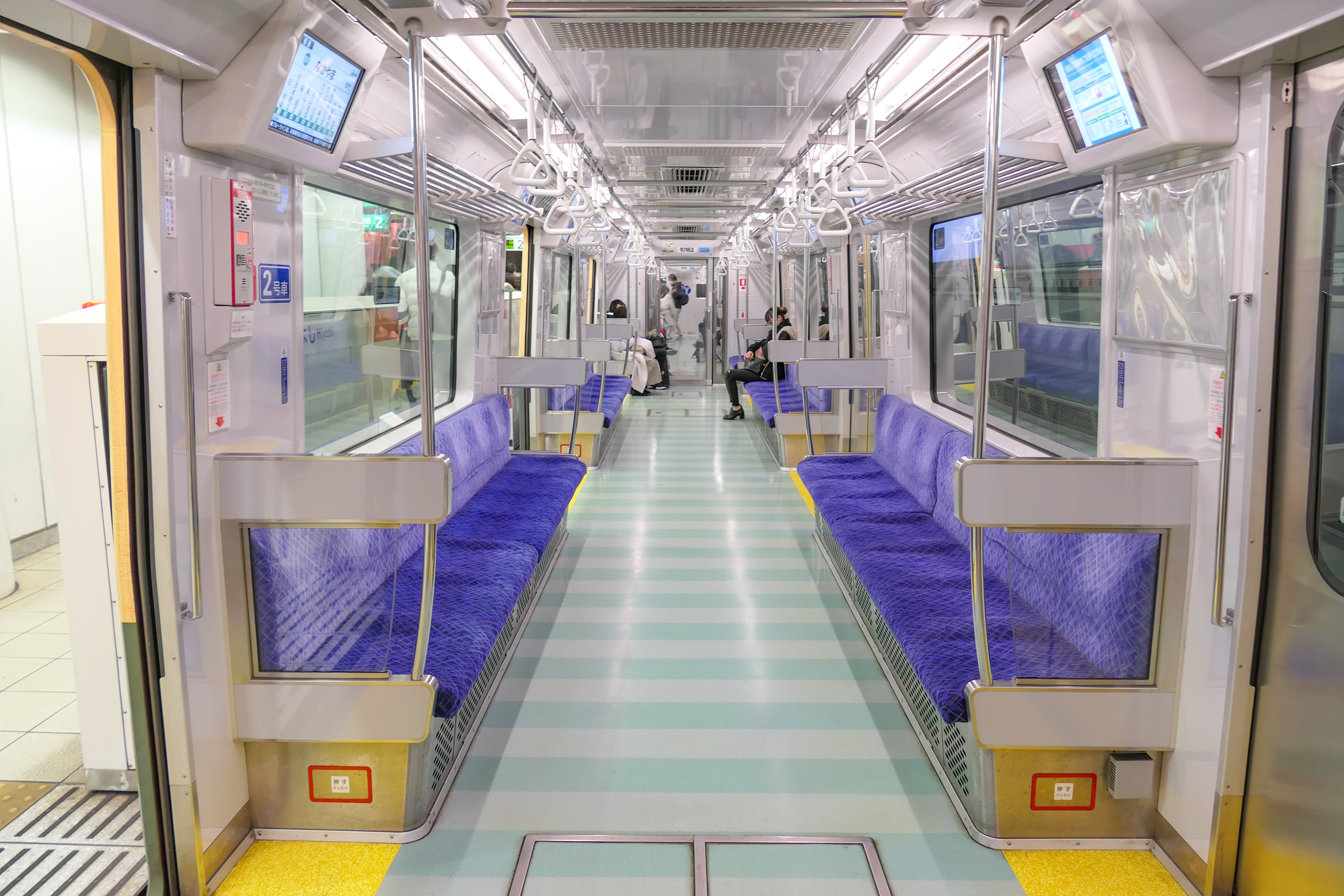
車内
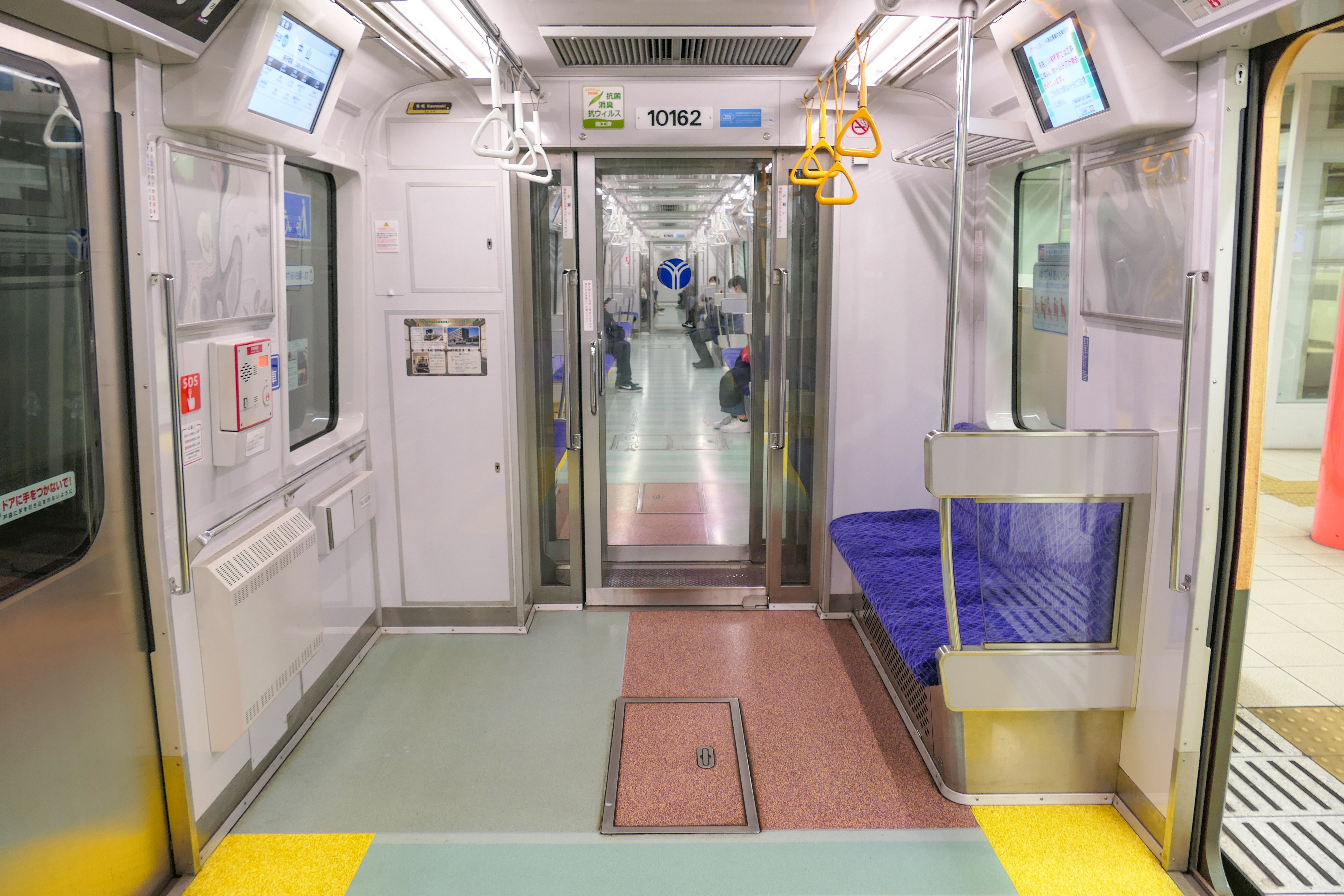
ゆずりあいシート・車椅子スペース
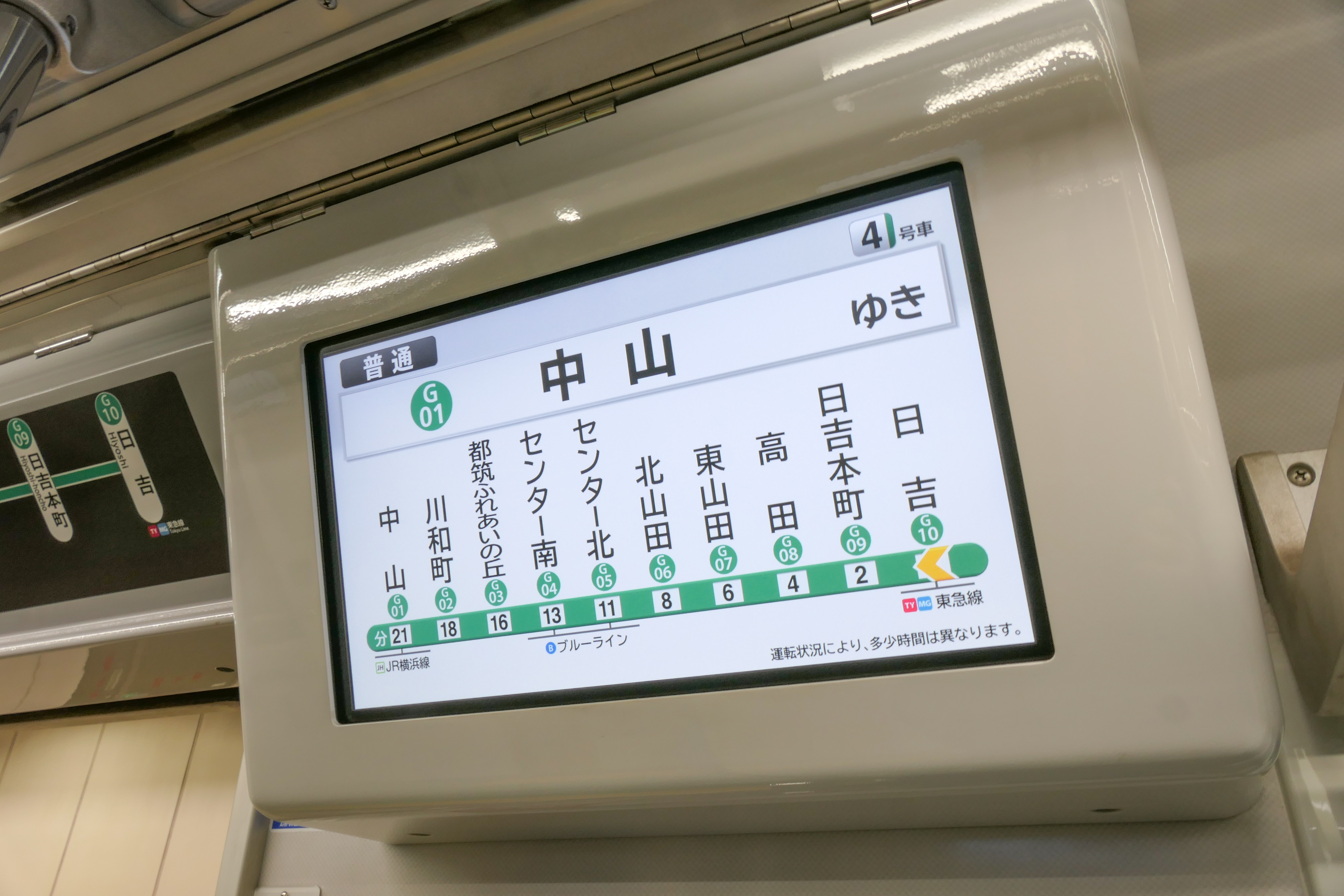
LCD式旅客案内表示器

### 旅客案内機器
前面に行先表示器と運行番号表示器を、側面に行先表示器を設置している。いずれもLEDによる3色表示で、側面の行先表示器は走行中に消灯する機能を持つ。グリーンラインの現行ダイヤでは優等列車は運行されていないが、行先表示器は「普通」の種別、および行先、「グリーンライン」の3種類を順繰りに表示している。
車内の各ドアの左右（乗務員室直後は片側のみ）に15インチ液晶ディスプレイによる車内情報表示装置を設置している。向かって左側の画面は神奈川新聞のニュースや広告映像を表示し、右側の画面は次駅案内・乗り換え案内等の旅客案内用として使用している。映像表示を自動更新するため、Mc6車にはミリ波受信機を設置している。
ドアチャイムの音色はブルーライン用の3000形と同一であるが、鳴動回数は開扉時・閉扉時ともに2回である。車内放送装置には自動放送装置を搭載しているほか、車外放送設備を有している。

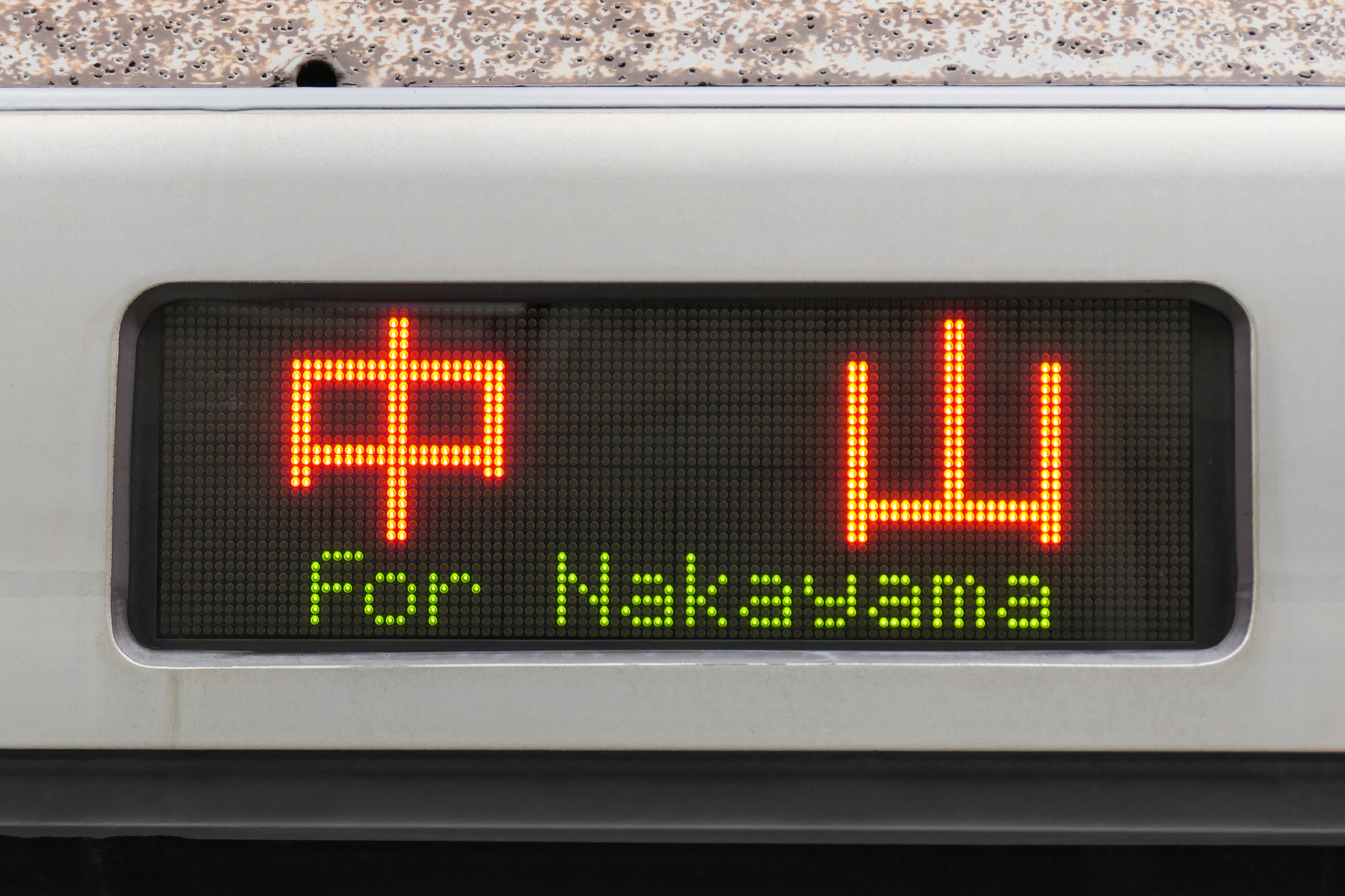
3色LED式の行先表示器

### 乗務員室
乗務員室は、前述のとおり各駅の設備を基本的に島式ホーム構造で統一しているため、右側運転台配置とした。マスコンハンドルは右手操作形ワンハンドル式マスコン（力行4ノッチ・常用ブレーキ5段）を採用した。
中央に速度計を配置し、周囲に保安表示灯や双針圧力計を、右端にはホーム監視用モニター画面を配置した。左側には列車制御管理装置（YTM装置・後述）のモニター画面と列車無線と車内・車外放送用兼非常通報受報器のハンドセット（送受話器）を配置した。
ワンマン運転に対応してマスコンハンドルにはデッドマンレバーが組み込まれている。当初のデッドマン機能は、ATO運転中にデッドマン装置が動作すると指令所に警報を発し、ATO装置で次駅まで走行させるシステムであった。これは地下鉄線という路線性格や、ホームドアの設置などで一般人が立ち入りできないという構造のためであった。
その後、2009年（平成21年）度内に回路の変更が行われ、デッドマン装置動作時は強制的に非常ブレーキが作動するように改造された。
乗務員室背面仕切り壁部には運転席背後に小窓を、左端部に窓付きの乗務員室仕切り扉（緊急用に電磁鎖錠対応形）を配置し、双方の窓とも遮光幕を備えている。

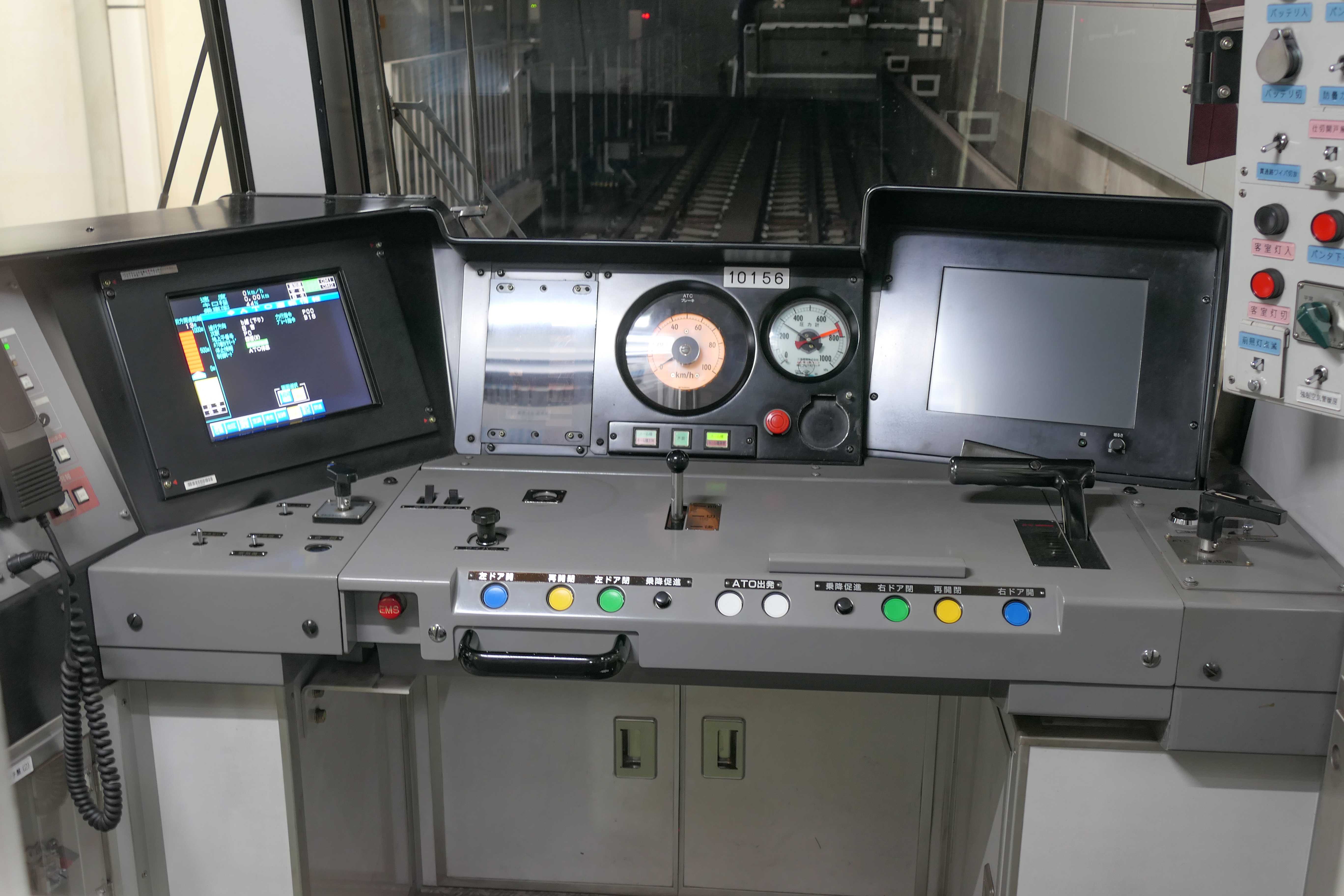
運転台

## 走行機器など
本系列の主電動機・制御装置・補助電源装置・空調装置などの電機品は三菱電機が製造を、台車は住友金属工業→日本製鉄が担当した。
台車はリニアモーター地下鉄標準台車を使用している。軸箱方式は積層ゴムを用いた自己操舵機構（セルフステアリング機構）を有するボルスタ付き空気ばね台車を使用している（FS568 形）。軸距は 1,900 mm・車輪径は 660 mmで、基礎ブレーキは1軸1ディスクのディスクブレーキを使用している。
主電動機は車上1次片側式三相リニア誘導電動機（1時間定格出力 135 kW、定格電圧 1,100 V、定格電流 190 A、定格周波数 22 Hz、ギャップ 12 mm）が採用されており、各台車に1台（1両に2台）を装架しており、全電動車方式となっている。台車直上の客室床面には点検蓋が設置されている。
制御装置はIGBT素子を使用したVVVFインバータ制御方式（ベクトル制御対応）で、1台のインバータユニットでリニアモーター2台（1両分）を制御するインバータを2セット搭載している（1C2M2群制御）。
補助電源装置はIGBT素子を使用した 120 kVA 出力の静止形インバータ方式を採用している。出力電圧は三相交流 200 V と直流 100 V とした。集電装置は小形地下鉄用の小形シングルアーム式パンタグラフを両先頭車の運転台寄りに搭載した（工進精工所製）。
ブレーキ装置は回生ブレーキ併用電気指令式空気ブレーキを採用しており、ATO運転時におけるブレーキ応答性を高めるため、台車中継弁を搭載している。リニアモーターの特性から、停止時には逆相ブレーキを使用しながら空気ブレーキを補足するほか、非常ブレーキ時には一部を回生ブレーキが負担する方式である。

### 保安装置
リニア地下鉄初採用となる高周波連続誘導式による車上演算方式のデジタル方式ATC（HD-ATC yokoHama - Digital -ATC）が採用されている。車両基地内においてもATC運転が行われており、入換信号現示も車内信号で行われる。
ワンマン運転に対応したATO装置が搭載されており、駅の出発から駅間の走行制御、駅停止時の定位置停止制御まで一連の運転操作を行う。ATO運転時における乗り心地の低下を防止する観点から、力行操作・ブレーキ操作とも31段階の多段制御を行っており、駅停車時の定位置停止精度は前後35cm以内と精度は高い。ATC装置とATO装置は一体形で、Mc1車に搭載されている。64
各主要機器はYTM装置 (Yokohama Train Manegement system) と称する列車制御管理装置により集中制御・監視されており、これにより乗務員支援、乗客へのサービス、メンテナンス作業の効率化などを図っている。

## 車両導入に向けての動き

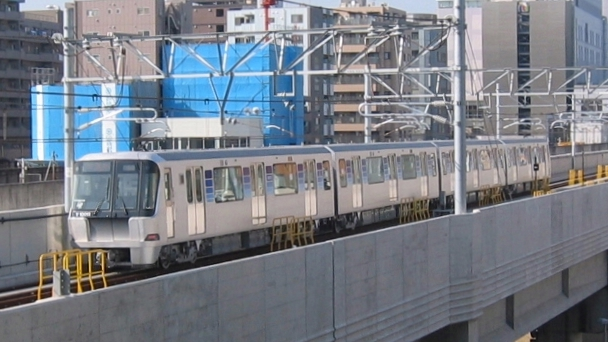
試運転中の10000形。カラーバンドの色は後に変更された
（2006年7月 センター北駅 - センター南駅間）

### 先行車両の製造
先行車両となる4両編成2本（第01・02編成）8両は、2006年（平成18年）5月に川崎重工業兵庫工場で落成し、神戸港から横浜港（大黒埠頭）まで貨物船により船舶輸送された。大黒埠頭からはトレーラートラックによる陸上輸送でセンター北駅へと運ばれた。そして、同年5月に同駅付近の高架線上へクレーンで吊り上げるという地下鉄車両としては極めて珍しい車両搬入が実施された。同様の搬入方法は、同じ横浜市営地下鉄の1号線（ブルーライン）1000形2次車（1975年搬入の第10 - 14編成の3両編成）において、上永谷駅付近の高架線で行われている。
同年7月から先行工事により早期に完成していたセンター北 - センター南間で性能確認試験（性能確認試運転）を開始した。なお、工事の進捗に伴い試運転区間は順次延長されていった（2007年1月まで実施）。
主な確認内容はATC装置・ATO装置や加速・減速性能、誘導障害試験、対列車画像伝送システム、列車無線などの機器や走行安全性、乗り心地、空調装置、ホームドア制御など多岐にわたるものとなった。この先行車両での性能確認試験はおおむね良好であり、この試験結果を元に細部の仕様見直しを行った量産車両（第03 - 15編成）が製造された。

### 量産車両の製造
先行車両の試験結果を反映し、量産車両では以下の点で仕様が変更された。
外観では側面戸袋部のカラーバンドを青色の「ビビッドブルー」からグリーンラインの緑色のカラーバンドに変更した。先頭車両では乗務員室後部外板戸袋部に設けていた換気口を省略した。視認性向上のため、尾灯の取り付け位置を約20 mm車体中央寄りの設置とした。
車内は基本的な仕様は先行車両のものを踏襲している。変更点はドア横の車内情報表示装置のモニター画面のカバー形状を角ばった形状から丸みのあるものへと変更した。座席端部のガラス製袖仕切りは、破損した場合に備えて交換が容易な取付け構造へと改善した。
制御装置、補助電源装置、台車、主電動機などの走行機器類は特に変更されていない。なお、側面戸袋部のカラーバンド色変更と車内情報表示装置のカバー形状変更は先行車両についても、仕様統一のために改修が実施された。
この量産車両は2007年（平成19年）7月から製造が開始された。最初に4両編成1本（第03編成）が落成し、神戸から横浜へ甲種車両輸送された。同年8月に4両編成2本（第04・第05編成）8両、同年9月頃に4両編成5本（第06 - 第10編成）20両、そして翌2008年2月頃に4両編成5本（第11 - 第15編成）20両も落成し、開業時に必要な編成すべてが出揃った。
第03編成以降の編成の甲種輸送は、兵庫駅→大船駅→横浜羽沢駅→川崎貨物駅→鶴見駅→東高島駅→桜木町駅→根岸駅→横浜本牧駅の経路で行われた。横浜本牧駅からはトレーラートラックで川和車両基地へと搬入された。

### 2次車
2014年（平成26年）3月29日のダイヤ改正時における輸送力増強用として増備した車両で、同ダイヤ改正から営業運転を開始している。
車両の設計時間を短縮するため、新形式とはせず、10000形のマイナーチェンジ車（2次車）とした。基本的な仕様は開業当初の1次車（前述の量産車両）と同一だが、乗客へのサービス向上や保守性の向上を目的に、一部仕様の変更が行われている。
車体
- 側面のグラデーションカラー（カラーバンド）の配色を逆転（1次車の上側が濃→下側が淡から、2次車は上側が淡→下側が濃）[16][18]。
- 運転士が仕様変更の車両を識別しやすいよう、前面ガラス下部に細いグリーン帯を追加[18]。
- 前照灯をLED式に変更[注釈 1]、尾灯取り付け部の処理方法を変更し、視認性を向上させた[18]。
- 行先表示器を3色LED方式からフルカラーLED方式に変更[注釈 3][16][18]。イベント時には写真やイラストを表示させることもできる[18]。
- 非常時の避難に備えて、両先頭車側面に避難用ステップを新設[19]。
- ブレーキ作用装置内に、凍結防止用ヒーターを設置[18]。
- 空気バネコックを増設し、輪重調整時の作業性を向上[18]。

車内サービス機器

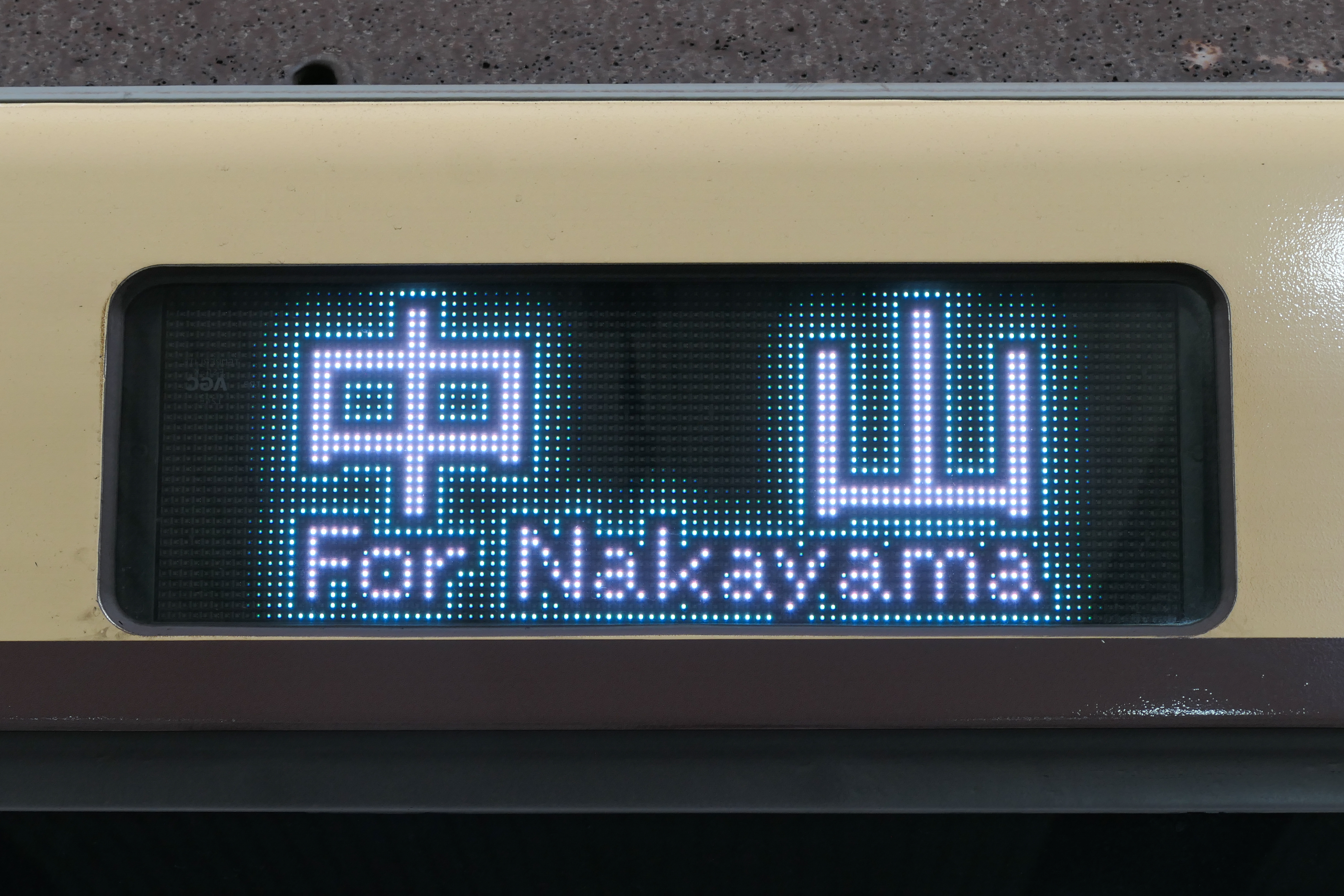
フルカラーLED式の行先表示器

- 車内案内表示用液晶ディスプレイをアナログ式からデジタル方式に変更[注釈 3][16][20]。
  - 17インチワイド液晶方式、4か国語表示（日・英・中・韓）対応。さらに高視野角品（170度）で、視認性に優れたものである[16][20]。
- 客用ドア上部鴨居部にドア開閉予告表示灯を新設[注釈 3][16]。客用ドア先端（戸先）部に黄色の識別ラインを新設[注釈 3][19]。
- 1次車の客用ドア床面の黄色表記には凹凸があり、汚れやすいことから、2次車ではフラットなものとして、清掃性の向上を図った[注釈 3][20][19]。
- 客用ドア付近の天井部枕木方向に握り棒を増設[20]。これはリニア地下鉄の都合、つり革の増設が難しいことから、握り棒としたものである[20]。
- 車内床面の車いすスペース部床面表記範囲を拡大[19]。
- 室内灯を蛍光灯からLED照明に変更[注釈 1][20][19]。
- 各車両の車椅子スペース部に壁面取り付け暖房器を新設、先頭車では座席下にも暖房器の増設を行った[16]。

乗務員室関係
- 運転士用座席の操作性向上[20]。
- 前面ガラス部の遮光用カーテン（日除け）幅を拡幅[20]。
- 女性運転士の意見から、マスコンハンドル握りを小径化[20]。
- 車外避難用はしごを、手すり付きで展開が容易なものに変更[19]。

### 中間車両の増備

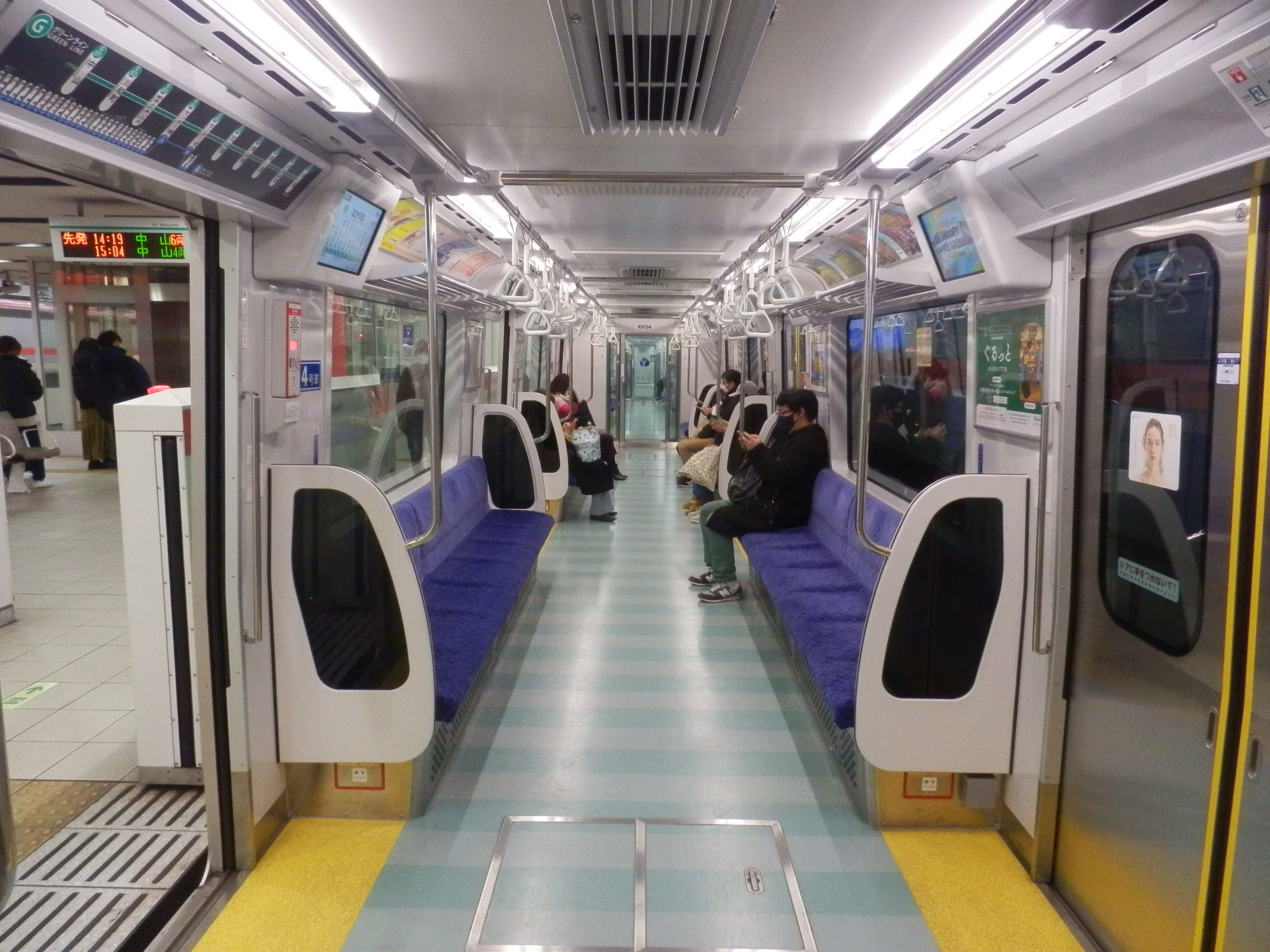
増備された中間車では袖仕切りが大型化された。

2022年度から2024年度にかけて全17編成のうち10編成を6両編成化することになり、新造された中間車両2両が組み込まれる。2022年度と2023年度はそれぞれ3編成ずつ、2024年度は4編成が導入される予定となっている。2022年9月24日からの運行開始に向けて、川崎車両で製造された中間車両が順次搬入されている。

## 編成表
|           | ← 中山日吉 →   |                |                |                |
| 号車      | 1号車          | 2号車          | 3号車          | 4号車          |
| 形式      | 10001形 (Mc1)  | 10002形 (M2)   | 10005形 (M5)   | 10006形 (Mc6)  |
| 機器配置  | SIV,CP         | VVVF           | VVVF           | SIV,CP         |
| 先行車両  | 10011 10021    | 10012 10022    | 10015 10025    | 10016 10026    |
| 量産1次車 | 10031 ｜ 10151 | 10032 ｜ 10152 | 10035 ｜ 10155 | 10036 ｜ 10156 |
| 2次車     | 10161 10171    | 10162 10172    | 10165 10175    | 10166 10176    |

凡例
- VVVF - 主制御装置
- SIV - 静止形インバータ
- CP - 空気圧縮機

## 特別ラッピング車両

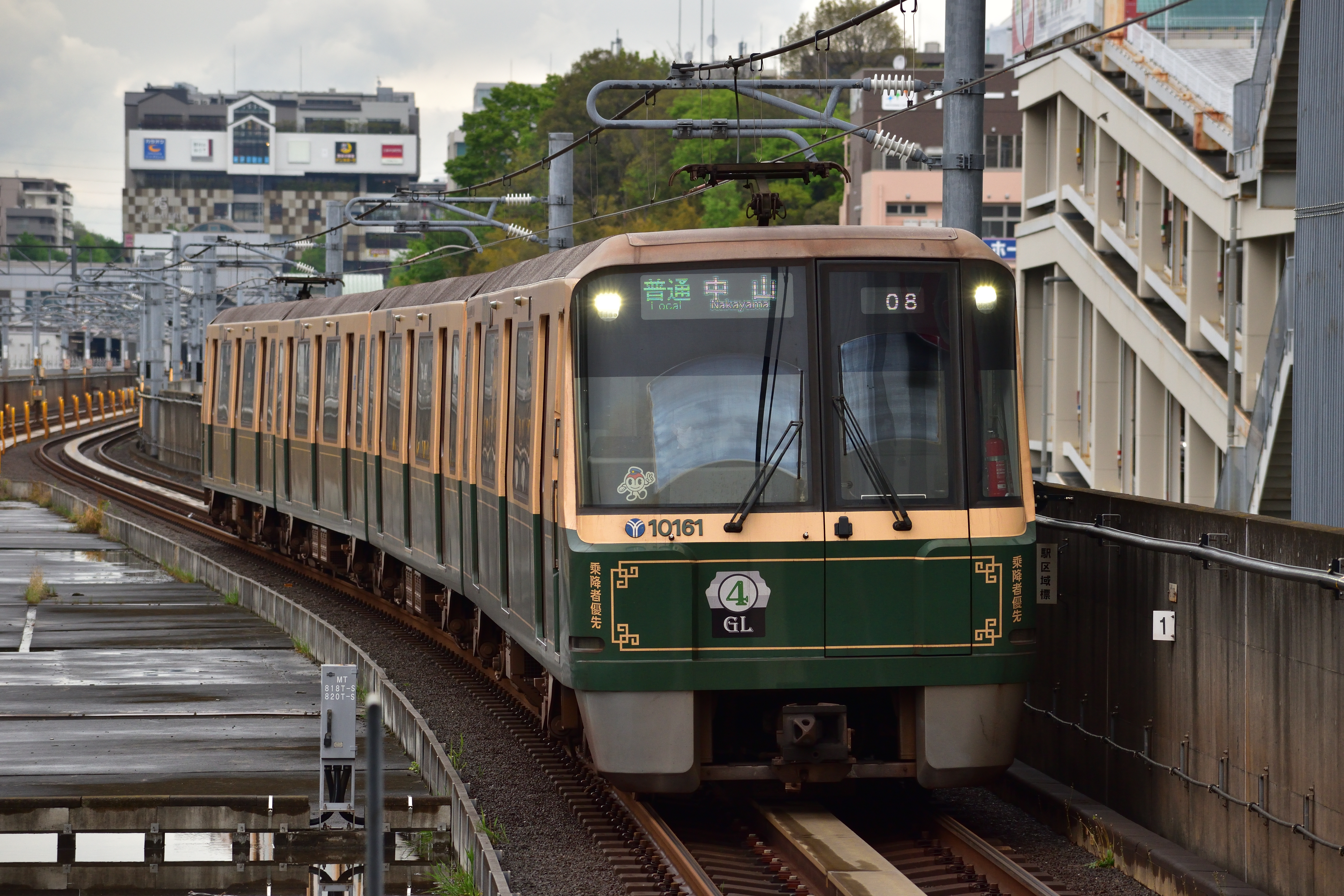
横浜市電ラッピング車両

- 第15編成 (10151F) は、2009年7月18日からよこはま動物園ズーラシアで飼育されている動物を車体にラッピングした「どうぶつはまりん号」として運行していた[22]が、2014年10月9日に一旦運行を終了し[22]、2015年3月22日からは第16編成 (10161F) で運行を開始した[23]。その後、2018年1月16日に運行を終了している。
- 2018年2月25日から、2022年7月28日まで第16編成 (10161F) がグリーンライン開業10周年を記念した特別装飾列車として、横浜市電をモチーフとしたラッピングを施して運行されていた[24]。